# Ondřej Pukl
Ondřej Pukl (Příbram, 28 maggio 1876 – Praga, 9 febbraio 1936) è stato un mezzofondista boemo.
Partecipò alle gare degli 800 metri piani e dei 1500 metri piani alle Olimpiadi 1900 di Parigi. In entrambe le gare ottenne scarsi risultati.